# Marque (rivier)
De Marque  (Nederlands: Marke) is een riviertje in de regio Hauts-de-France. Het ontspringt bij Pevelenberg en stroomt langs Tourmignies, Pont-à-Marcq, Ennevelin, Fretin, Bouvines, Tressin, Villeneuve-d'Ascq, Forest-sur-Marque, Hem, Marcq-en-Barœul, Marquette-lez-Lille naar de Deule in Wasquehal.
Aan deze rivier werden twee belangrijke veldslagen geleverd die over het lot van de Franse Nederlanden beslisten: de Slag bij Bouvines in 1214 en de Slag bij Pevelenberg in 1304.
Marquette-lez-Lille, dat in een lang verleden (13e eeuw) nog Market(t)e heette, als verkleinwoord van Marke, verwijst naar de Petite Marque, een bijrivier van de Marque.
- Bibliothèque nationale de France: cb12048130d (data)
- Virtual International Authority File: 6789148574281024430007
- WorldCat: E39PBJB8t9VXWpfxcpbXxdm68C